# واخذة الدم

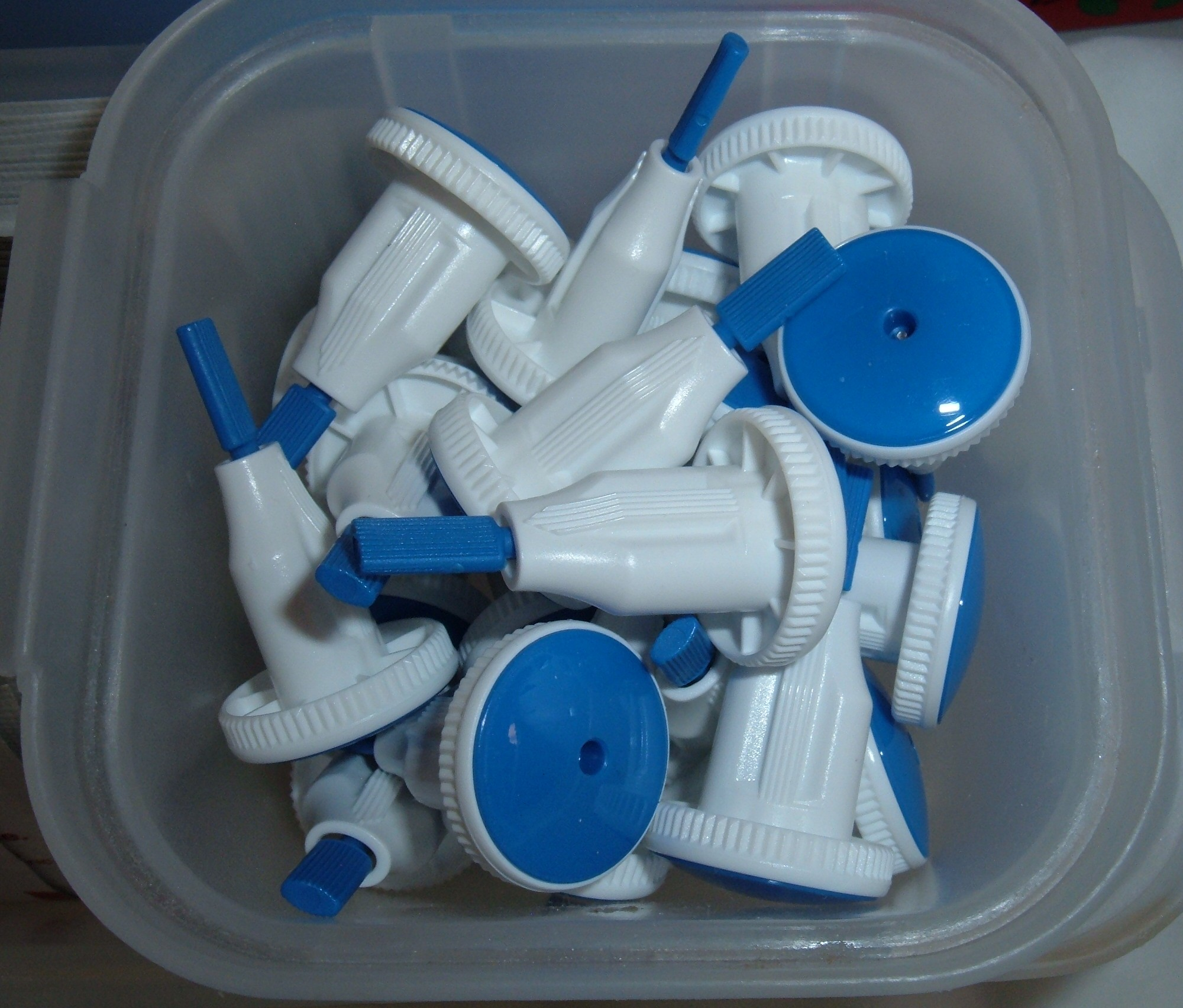
واخزة الدم

واخذة الدم (بالإنجليزية: Blood lancet)‏ وتُعرف اختصارا الواخذة (بالإنجليزية: lancet)‏ هي أداة طبية صغيرة تستخدم لأخذ عينات الدم الشعرية. تشبه واخذة الدم المبضع الصغير ولكن مع شفرة أو إبرة ذات حافتين. تُستخدم الواخذة في ثقب صغير، مثل وخز الإصبع، للحصول على عينات دم صغيرة، ثم بعد ذلك يمكن التخلص منها، كما تستخدم أيضا في فحص الجلد أثناء اختبار حساسية الجلد.

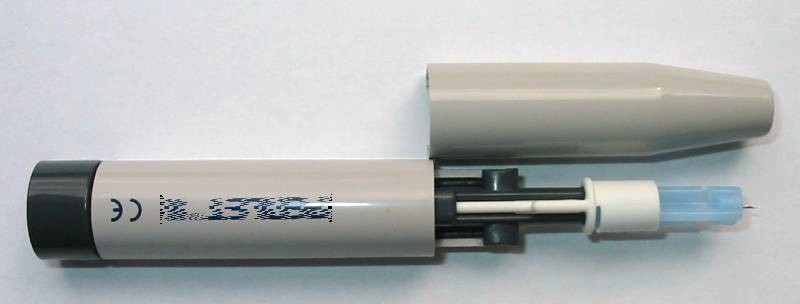
جهاز الوخز

جهاز أخذ عينات الدم، المعروف أيضا باسم جهاز الوخز، هو أداة مجهزة بواخذة، ويشيع استخدمه في مرضى السكر أثناء مراقبة نسبة الجلوكوز في الدم. يمكن تعديل عمق اختراق الجلد لمختلف سماكات الجلد. وتستخدم أجهزة الوخز الطويلة في اختبار دم فروة رأس الجنين للحصول على قياس الأس الهيدروجيني للجنين.